# Roding Valley (Metropolitano de Londres)
Roding Valley é uma estação do Metrô de Londres localizada em Buckhurst Hill, em Epping Forest, no Condado de Essex na Central line.

## História
Os trilhos através do Roding Valley foram abertos em 1º de maio de 1903 pela Great Eastern Railway (GER) em sua linha Woodford para Ilford (o Fairlop Loop). A estação não foi aberta até 3 de fevereiro de 1936 pela London and North Eastern Railway (LNER, sucessora da GER).
Como parte do Novo Programa de Obras de 1935-1940 do London Passenger Transport Board, a maior parte do circuito de Woodford para Ilford seria transferida para formar as extensões orientais da linha Central. Embora o trabalho tenha começado em 1938, ele foi suspenso com a eclosão da Segunda Guerra Mundial em 1939 e o trabalho só foi retomado em 1946. Em conexão com as alterações necessárias para a eletrificação da linha, a estação foi fechada a partir de 29 de novembro de 1947. Ela foi reaberta, com seu nome atual, e foi atendida pela primeira vez pela linha Central a partir de 21 de novembro de 1948. Os edifícios básicos da estação (todos de madeira no lado com destino a Woodford) foram substituídos por estruturas mais substanciais em 1949.

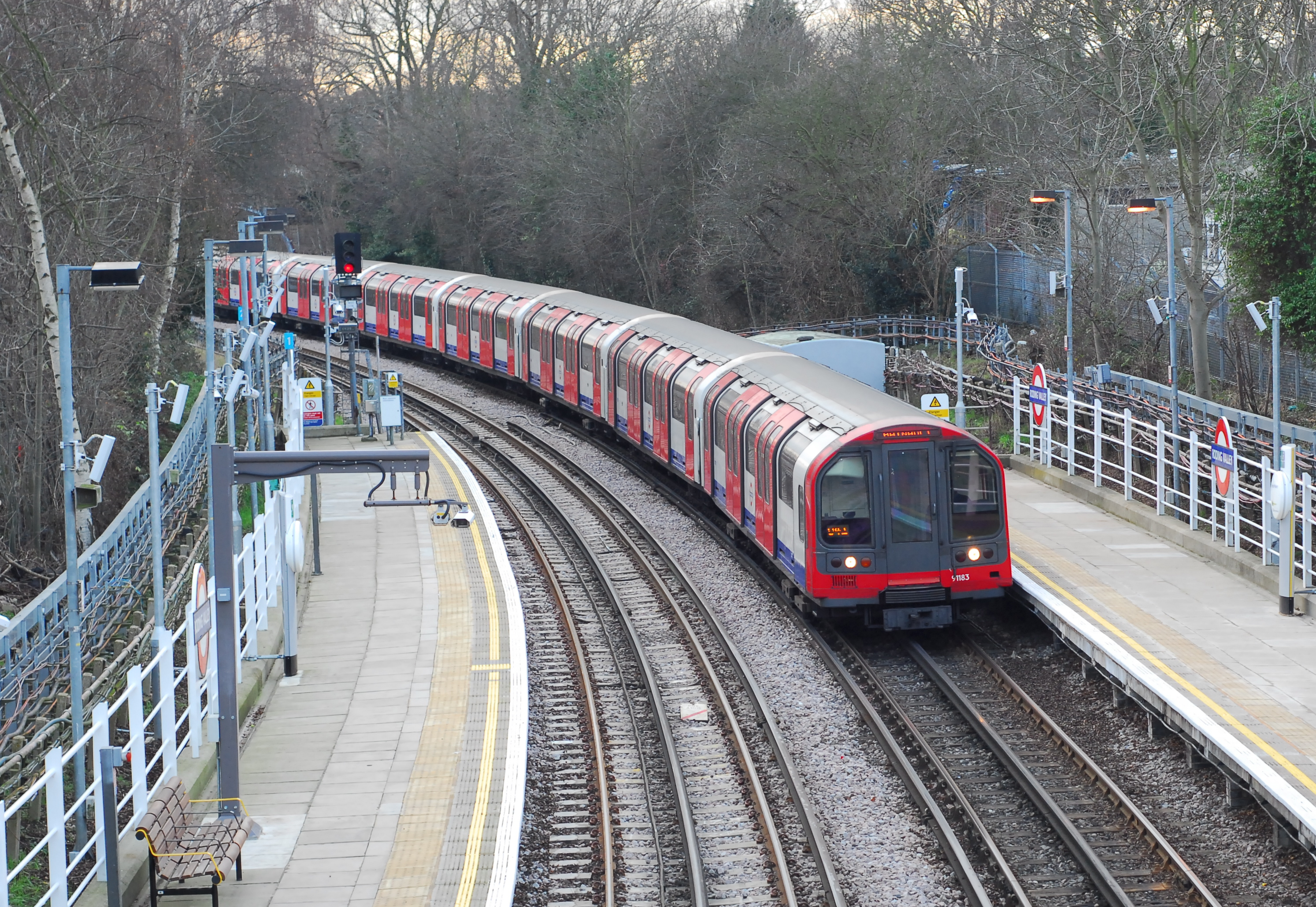
Trem chega em um serviço com destino a Hainault

De meados da década de 1960 até o início da década de 1990, a seção Woodford-Hainault foi amplamente operada separadamente do resto da linha Central, usando trens de 1960 Stock com quatro carros (mais tarde, três carros). As unidades de três carros tinham um vagão do meio de Estoque de 1938. Esses trens foram adaptados para Operação automática de trem (ATO): a seção Woodford-Hainault se tornou o campo de testes para ATO na linha Victoria. Alguns trens da linha Victoria (Stock de 1967) também foram usados para operar esta seção e chamados de FACT, "Fully Automatic Controlled Train". A operação separada foi abolida, o Stock de 1960 foi retirado e os trens diretos para o centro de Londres agora operam via Hainault. Por causa disso, normalmente é mais rápido viajar para Woodford e trocar aí, já que os trens para o centro de Londres partem frequentemente desse ponto. Na preparação para os períodos de pico, alguns trens que partem do depósito de Hainault operam para o centro de Londres via Grange Hill, Chigwell, Roding Valley e Woodford. Isso é feito para conveniência operacional, mas a demanda de passageiros por esses serviços é particularmente alta.